# 借貸契約
借貸契約（或稱借貸）係指雙方當事人約定，一方將物交由他方無償使用、收益之有名契約。借貸必為無償，若雙方約定使用該物之代價，則非借貸，而係租賃契約。借貸又可分為使用借貸以及消費借貸二種。